# Тімоті Гайтнер
Тімоті Франц Гайтнер (англ. Timothy Franz Geithner; нар. 18 серпня 1961, Бруклін, Нью-Йорк, США) — американський економіст і фінансист, 75-й міністр фінансів США (з 26 січня 2009 до 25 січня 2013). 9-й Президент Федерального резервного банку Нью-Йорка (2003–2009).

## Освіта
Закінчив Міжнародну школу в Бангкоку, вищу освіта отримував у США: бакалаврат з державного управління та азійським дослідженням в Дартмутського коледжу (закінчив в 1983), магістратура з міжнародної економіки та досліджень Східної Азії в Школі сучасних міжнародних досліджень Університету Джонса Гопкінса (закінчив в 1985).

## Кар'єра
1985–1988 — працював в компанії Kissinger and Associates.
1988 — поступив на роботу у відділ міжнародних справ американського Казначейства (міністерства фінансів).
1995–1996 — був заступником помічника секретаря з грошової та фінансової політики.
1996–1997 — старший заступник помічника секретаря з міжнародних справ.
1997–1998 — помічник секретаря з міжнародних справ.
1998–2001 — обіймав посади заступника з міжнародних справ міністра фінансів США при міністрах Роберті Рубіні і Лоуренсі Саммерсі.
2001–2003 — працював в Міжнародному валютному фонді директором департаменту розвитку та аналізу політики.
З 2002 — старший науковий співробітник відділення міжнародної економіки Ради з міжнародних відносин.